# Матронин, Василий Иванович
Васи́лий Ива́нович Матро́нин (31 января 1904, Поповка, Симбирская губерния — 4 сентября 1944, Польша) — советский офицер, полковник (1943); участник Великой Отечественной войны, Герой Советского Союза (6.4.1945, посмертно).

## Биография
Василий Матронин родился 31 января 1904 года в селе Поповка (ныне — Майнский район Ульяновской области) в семье столяра. Окончил начальную школу. С 1912 года семья жила во Владикавказе, где юный Василий с 14 лет стал работать на заводе «Электроцинк».
В ноябре 1919 года добровольцем вступил в Рабоче-крестьянскую Красную Армию, был красноармейцем в 23-й стрелковой дивизии. Участвовал в боях Гражданской войны против белогвардейских войск генералов А. И. Деникина и А. Г. Шкуро на Северном Кавказе.
Демобилизован в апреле 1921 года, работал на руднике треста «Госцинк» в посёлке Садон (территория современного Алагирского района Республики Северной Осетии (Алания)).
В октябре 1923 года Матронин повторно был призван в Красную армию. В 1926 году окончил Тифлисскую пехотную школу. После ее окончания в октябре 1926 года направлен на службу в пограничные войска ОГПУ СССР (с 1934 года — НКВД СССР). С 1926 года служил в 38-м пограничном отряде ОГПУ Грузинской ССР: помощник начальника и с 1928 года начальник пограничной заставы, с 1930 года помощник уполномоченного и с 1931 года уполномоченный по борьбе с контрабандой Ахалцихской комендатуры пограничного отряда, уполномоченный особого отдела отряда, с 1931 года помощник коменданта по секретно-оперативной части Ахалцихского пограничного участка, с 1933 года комендант пограничного участка. За отличия в боях на границе в 1932 году награждён именным оружием. С 15 октября 1935 по декабрь 1936 года учился в Высшей пограничной школе НКВД.
После её окончания направлен на Дальний Восток. С конца 1936 года служил комендантом участка в 58-м и с апреля 1937 года — в 57-м пограничных отрядах НКВД Дальневосточного округа. С января 1938 года — исполняющий должность начальника штаба 77-го Бикинского пограничного отряда НКВД. На границе с оккупированной Японией Маньчжурией в те годы происходили непрерывные боестолкновения, в которых участвовал и Василий Матронин. С 27 мая по 10 июня 1939 года японские войска нарушили границу и пытались занять остров Баркасный на реке Уссури (район села Видное Бикинского района Хабаровского края). В этих боях отличился при отражении попытки японцев высадить десант с трёх бронекатеров на остров Баркасный, вёл огонь из пулемёта по бронекатерам с десантом, в результате попадания бронебойно-зажигательных пуль в топливный бак один из катеров взорвался и затонул, второй загорелся. 2 июля 1939 года капитан В. И. Матронин был награждён орденом Ленина.
В том же году поступил слушателем на заочное отделение в Военную академию РККА имени М. В. Фрунзе. В конце ноября 1940 года майор В. И. Матронин назначен начальником окружной школы младшего начсостава пограничных войск НКВД. В июне 1941 года заочно окончил 2-й курс академии.
Перед войной был аттестован на должность начальника пограничного отряда и должен был быть направлен для прохождения службы в Закавказье, но это назначение не состоялось. После начала Великой Отечественной войны майор Матронин продолжал службу начальником школы младшего начсостава в Приморье.
С ноября 1942 года — командир 27-го стрелкового полка Дальневосточной стрелковой дивизии войск НКВД Отдельной армии войск НКВД. Эта армия формировалась из пограничников и бойцов внутренних войск в Сибири, на Урале и на Дальнем Востоке. В начале февраля 1943 года армия прибыла на фронт Великой Отечественной войны, была передана в состав Красной армии и получила наименование 70-я армия, при этом полк был переименован в 30-й Хасанский стрелковый полк, а дивизия — в 102-ю Дальневосточную стрелковую дивизию. Участвовал в Севской наступательной операции Центрального фронта, в оборонительном сражении Курской битвы на северном фасе Курской дуги, в Орловской наступательной операции. 5 августа 1943 года 30-й Хасанский стрелковый полк под командованием Матронина двумя батальонами нанёс удар на Хальзево, в результате неожиданной атаки была захвачена высота 267,8. В дальнейшем полк успешно отразил попытки немцев отбить высоту.
Затем во главе того же полка отличился в битве за Днепр, в Черниговско-Припятской, Гомельско-Речицкой, Калинковичско-Мозырской наступательных операциях.
В начале мая 1944 года полковник Матронин назначен заместителем командира 96-й стрелковой дивизии. С 1 июля 1944 года исполнял должность командира 170-й стрелковой дивизии. Отличился во время Белорусской стратегической наступательной операции.
21 июля 1944 года полковник Василий Матронин назначен исполняющим должность командира 73-й стрелковой дивизии 29-го стрелкового корпуса 48-й армии 1-го Белорусского фронта. Во главе её отлично действовал на завершающем этапе Белорусской операции. Например, 18 августа 1944 года дивизия Матронина успешно прорвала немецкую оборону и освободила город Бельск-Подляский, уничтожив около 1 пехотного полка, захватив более 30 пулемётов и 11 артиллерийских орудий, взяв в плен около 200 солдат и офицеров противника.
В ходе Ломжа-Ружанской наступательной операции дивизия под командованием Матронина 4 сентября 1944 года после скрытного марш-броска по лесным дорогам в обход занятых противником населённых пунктов вышла на рубеж реки Нарев и с ходу успешно форсировала реку на подручных средствах. Рассеяв занимавшие оборону разрозненные немецкие подразделения, не успевшие оправиться от растерянности после внезапного появления советских войск, дивизия захватила плацдарм на его западном берегу. Но уже через несколько часов начались мощные атаки врага. За несколько суток тяжелого боя бойцы отбивали до десятка атак в день, но удержали рубеж. Вслед за дивизией на плацдарм переправились основные силы корпуса, а затем и армии. За эти подвиги 26 сентября 1944 года был представлен к присвоению звания Героя Советского Союза.
Указом Президиума Верховного Совета СССР от 6 апреля 1945 года за «образцовое выполнение боевых заданий командования на фронте борьбы с немецкими захватчиками и проявленные при этом отвагу и геройство» полковнику Василию Ивановичу Матронину присвоено звание Героя Советского Союза.
Но о награждении его высшей наградой Родины отважный командир дивизии не узнал. 2 ноября 1944 года на плацдарме он получил смертельное ранение при подрыве его автомашины на мине, с ним погиб и находившийся в этой машине начальник артиллерии дивизии полковник С. В. Альбрехт. Оба офицера были с воинскими почестями похоронены в городе Барановичи Брестской области Белоруссии.

## Награды
- Герой Советского Союза (6.04.1945, посмертно)
- Два ордена Ленина (2.07.1939, 6.04.1945 — посмертно)
- Два ордена Красного Знамени[7]
- Орден Суворова 3-й степени (1943)
- Орден Отечественной войны 1-й степени (1943)[4]
- Именное оружие — пистолет Коровина с надписью «За беспощадную борьбу с контрреволюцией» от Коллегии Закавказского ГПУ (1932)

## Память
- Навечно зачислен в списки пограничной заставы «Васильевка» Бикинского пограничного отряда Дальневосточного пограничного округа, в мае 1975 года эта застава названа его именем[1].
- В 1980 году на заставе его имени установлен бюст Героя.
- В честь Матронина названа улица в Бикине.
- Памятник Герою установлен в г. Барановичи[4].